# レイモンドの戦い
レイモンドの戦い（レイモンドのたたかい、英:Battle of Raymond）は、南北戦争で起きた戦闘のひとつ。

## 概要
レイモンドの戦いとは南北戦争におけるビックスバーグ方面作戦中1863年5月12日に、ミシシッピ州レイモンド近くで行われた戦闘である。北軍ユリシーズ・グラント少将が指揮するテネシー軍の部隊と南軍ジョン・C・ペンバートン中将が指揮するミシシッピおよび東ルイジアナ方面軍の部隊の間で激しい戦闘が行われた。南軍は北軍のサザン鉄道への到達を許し、この結果孤立したビックスバーグには増援も補給も不可能になった。
南軍のジョン・グレッグ准将は北軍に対して戦術的急襲による圧勝を試みたが、逆にジェイムズ・マクファーソン少将の指揮する第17軍団に急襲され潰走させられた。北軍は勢力的に3対1と南軍を上回っており、大砲の数では7対1だった。この戦闘での北軍の損失は戦死68名、負傷341名、不明37名だった。南軍の損失はほぼ倍であり、戦死100名、負傷305名、捕虜415名を数えた。
戦闘規模は比較的小さいものだったがビックスバーグ方面作戦全体にとっては存外に大きな影響を与えた。北軍は鉄道を遮断し、南軍ペンバートン麾下の部隊を統合し、ジョセフ・ジョンストン将軍の軍隊とも合流する試みも妨げた。その結果、ペンバートンは選択肢が3つしか無くなった。ビックスバーグを放棄するか、市内に引きこもり包囲されるか、あるいは優勢な敵軍に対して決戦を挑むかだった。ペンバートンは上官からの矛盾する命令を受けたうえに部下からは公然と反抗も受け、最後の選択肢である会戦を選んだ。レイモンドの戦いは1863年5月16日のチャンピオンヒルの戦いに繋がっていった。

## 戦闘準備

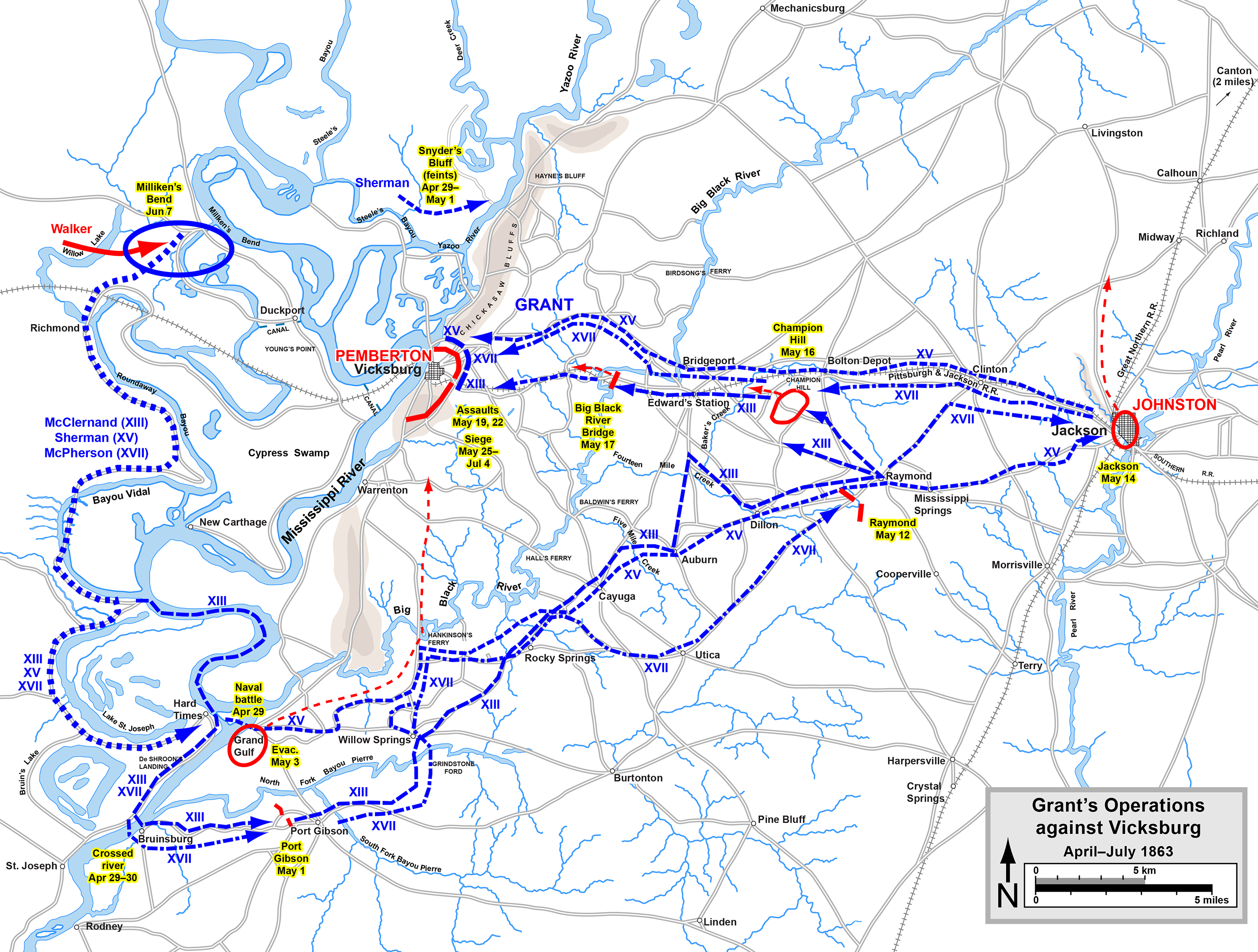
グラントのビックスバーグ方面作戦

ペンバートンはフォーティーンマイル・クリークで付近の前線でグラント軍を抑えるための作戦の一部として、ジャクソンに到着している全ての援軍を20マイル (32 km)南西のレイモンドまで進軍させるよう命令した。援軍は南軍の左翼として数においてで北軍を上回ると考えられた。援軍がレイモンドに到着するとワート・アダムズの騎兵隊に支援され、アダムズ隊は北軍のジャクソンへの通路を偵察していた。アダムズはペンバートンから連隊をレイモンドに残し、15マイル (24 km)離れたエドワーズへ馬で向かい、南軍主力に付随する雑多な系統の騎兵を編成するよう命令されていた。しかし、その後アダムズはジョン・S・ボーウェン少将から別の命令を受けて全部隊をエドワードに向かわせた  。
鉄道や道路を使ってレイモンドに向かっている南軍の歩兵隊には、ルイジアナ州ポートハドソンからのグレッグやマクシーの大き目の規模の旅団や、東部から来ているWHT・ウォーカーとステイツ・ライト・ギストの旅団が含まれた。しかし、北軍グリアソンの襲撃によってジャクソン以東とブルックヘイブンの南約50マイル (80 km)の鉄道の一部が使用不能になり、南軍歩兵隊の行程は複雑になった。結果、グレッグ隊はポートハドソンからジャクソンまでの200マイル (320 km)のうち85マイル (136 km)以外は徒歩で行軍することになり5月9日に到着した。北軍ジェームズ・マクファーソン少将が発した第2の騎兵隊による襲撃はブルックヘイブン北側の鉄道を遮断した。ジャクソン・アンド・ニューオーリンズ鉄道の車両を止め、乗車していたマクシー将軍の旅団は戦場の遠く南で留まり、その後の戦闘を支援できなかった。
グレッグはジャクソンの北を流れるパール川で1日の休息を認められた後、5月11日の夜明けにレイモンドへ行軍するよう命じられた。グレッグ旅団はその日の午後遅くにレイモンドに到着し、「停止し次第休息に入った」。しかしこの休息は短時間しかできなかった。町へ繋がる道路にはワート・アダムズの騎兵連隊はおらず、その道路網には南軍騎兵の5名分遣隊と州騎兵隊1個中隊がいるだけなのが判明した。このためグレッグは疲れ切った歩兵で町の出口となる道路に歩哨を置くことを強いられた。
南軍の誰に知られることもなく、マクファーソン第17軍団はユーティカ近くに潜んでおり、鼓笛隊の音も忍ばせて戦力の騎兵による遮蔽を掛けていた。その2個師団はウチカとレイモンドの間の干上がった尾根道を2日掛けて少しずつ進み、水源の確保に苦心していた。一方グラント軍の残りは北の鉄道の方向を偵察していた。グラントはペンバートン軍の本隊を発見した後に、マクファーソンに2個師団を10マイル (16 km)移動させて5月12日真昼にレイモンドに入城するように命じた。ジョン・A・ローガン少将の第3師団を遮蔽する北軍騎兵隊は夜明け前に出発して、ウチカ道路にいた州騎兵隊からの警告をほとんど直後に引き起こすことになった。
全ての道路に適切に警戒兵が配備されてはいなかったので、数千の南軍兵が到着したという報せは既に広まっていた。ローガンは地元の者から南軍の大部隊が道の向こうで待ち構えていることを聞き、第20オハイオ志願連隊に広い散兵戦を採らせ、ほとんど通行もできないような藪の中を1マイル (1.6 km)近くも前進させた。戦線を真っ直ぐにするための1時間の停止と出発の後、「多くの時間を費やして息を整え強い口調で」ローガンは散兵線を短くするよう命じた。午前10時頃、ローガンの2番目の旅団がフォーティーンマイル・クリークに接する小さな野原に出た。
グレッグには北軍の主力がエドワーズの南にいるという報せが入っており、目前の敵は襲撃隊に違いないと推測した。グレッグは多くのファンファーレを鳴らせて、その部隊をレイモンドの通りを行軍させ、その脅威に向かわせた。フォーティーンマイル・クリークを見下ろす丘に到着すると兵士には身を隠すよう命じ、古参第7テキサス歩兵連隊の指揮官ハイラム・グランベリー大佐に危険な任務の志願者がおれば前進させるよう求めた。グランベリーは前進させる者の中から35名を選んでクリークに架かる橋を守らせた。グレッグの作戦は襲撃隊を誘き出して橋が燃やされる前に橋に突撃させることだった。一旦北軍が橋のこちら側に来れば、地元の志願兵に支援されたグレッグ隊3,000名がその隠れている場所から飛び出し、北軍を川床に追って、そこで餌食にしてしまおうということだった。
グレッグは北軍の散兵線が野原を横切ればグレッグの前哨隊と交戦することを予測して見守っていた。この予測は驚きに変わった。10時に散兵が樹木の切れたところで停止し、デゴライアーの第8ミシガン軽砲兵隊を呼び出し、散弾数発で橋を吹き飛ばしてしまった。砲兵隊がいるということは只一つのことを意味していた。すなわちグレッグの前の野原を占領しているのは単なる襲撃隊ではなく、少なくとも北軍の1個旅団だということだった。グレッグは挫けずに単にその攻撃作戦を変えた。その主力を左方に動かし、そのとき北軍の砲兵隊に脅かされている単に500ヤード (450 m)離れた野原はフォーティーンマイル・クリークの上の安全な丘のままにしておいた。大型の歩兵2個連隊は北軍旅団がクリークを渉るのを待ち伏せ、一方他の大型2個連隊が密かに森を抜けて北軍前線の後方に回り砲兵隊を捕獲して、北軍をフォーティーンマイル・クリークの川床に落とし込み、そこで降伏を強いるという作戦だった。その準備に気を取られ、グレッグはこの作戦をペンバートンに報せることを忘れた。
ペンバートンの作戦はグラントに北軍攻撃の中心を指揮させることだった。グラントは東に転じてレイモンドを攻撃することもでき、西に向かってエドワーズを攻撃することもできた。そうすることでグラント軍の脆弱な後部を南軍の戦っていない方の部隊による攻撃にさらしてしまうことになるはずだった。ペンバートンはグレッグに大部隊との会戦に及ばないよう明白に命令していたが、ペンバートンが後方から北軍に痛撃を与えている間に圧倒的な部隊に直面しているジャクソンに引き返すよう命じてもいた。グレッグは戦術的にその命令に逆らっているとは思っていなかった。グレッグ旅団は3,000名の戦力であり、数百の地元志願兵に支援され、間もなく援軍到着も予想できたので、通常の北軍旅団であれば2対1で勢力が勝っていた。野原中央が盛り上がっていたので視界に入らずグレッグが見ていなかったものは、第2旅団の側の野原に配置されたマクファーソン軍団の第3師団全体だった。
マクファーソンは前方の森に南軍の大部隊が隠れていることを察知し、待ち伏せを疑い始めた。部隊兵に武器を置かせ、昼食を摂らせてこれからの戦闘のために休息させた後で、1個旅団を予備隊に残し、左手には騎兵隊、右手には第31イリノイ歩兵連隊と追加の騎兵を配した。フォーティーンマイル・クリーク近くの北軍砲兵隊とグレッグの砲兵隊の間で砲撃戦が始まったのは兵士達が弁当を丁度包み終わったときだった。グレッグの砲兵隊は700ヤード (630 m)離れた丘の頂上に引き出されていた。正午頃、マクファーソンはローガンに前進を命じた。

## 混乱と皮肉
第1及び第3旅団の兵士はその日早くに第2旅団が経験した困難に直面した。樹木の間に蔓が縄のように絡まっており、その中には長さ3インチ (7.5 cm)もあるような棘が出ているものがあった。事を複雑にしたのは、フォーティーンマイル・クリークはわずか数インチの深さしか無いのに対し、ほぼ垂直な土手は場所によって川床から10フィート (3 m)以上もあった。第23インディアナ歩兵連隊の兵士は1瞬の幸運に違いないものを経験した。クリークの曲がり目のためにその右手はほんの100フィート (30 m)しかクリークから離れていなかった。柔らかな砂の「浜」が川床に続き、その対岸には硬質粘土面に溝が掘られていた。この連隊は右手に移動し、浜に降り、溝を登ったものと思われる。造作も無くこの部隊はクリークを横切り戦闘隊形を取った。この移動で生じた隙間を埋めるために、この部隊は旅団の残りを探しながら他の方向に小走りで動き、偶然に南軍の罠が待つ横道に入った。第23インディアナ歩兵連隊を全滅から救ったのは南軍が銃剣を装着していなかったことそれだけだった。
第20オハイオ歩兵連隊指揮官のマニング・フォース大佐は南軍の雄叫びを聞き、続いてマスケット銃の音があり、恐怖に捉われた。フォースは配下の連隊に突撃を命じ、ほとんど通れないような藪を抜けて走り、クリークの川床に飛び込んだ。そこで部隊兵はその誤りに気付いて恐怖に打たれたに違いない。師団の残りは後方でその地域を守っており、クリークの土手はあまりに急で前進も後退もままならなかった。幸運なことにクリークはそこで曲がっており、兵士達はクリークの土手を障壁にして第7テキサス歩兵連隊の右大隊と交戦を始めた。南軍兵もクリークの土手の反対側を同じように障壁に使っていたので、突き出されたテキサス兵のライフルの先は数インチしか離れていなかった。苦労して川床から這い出した兵士が師団の残り部隊に救援を求め、第20イリノイ志願歩兵連隊のリチャーズ大佐には前進して北軍の前線を繋ぐよう求めた。
第7テキサス歩兵連隊の左大隊と第3テネシー歩兵連隊は第23インディアナ歩兵連隊を容易に破ったことに狂喜して、クリークに飛び出して第20オハイオ歩兵連隊を一飲みしたところに、北軍の戦隊が森の中にいるところに出くわした。数分間北軍の戦列と南軍の戦列は深い森と硝煙の中で隠され、接近戦で互いを殺し合い、「両軍は等しくしっかりと戦った。どちらも1組のブルドッグのように同じくらい決死の死闘を演じた」。北軍の戦列はクリークの川床に戻った直後に、森を離れて安全な塀の並びに移るよう命じられ、その指揮官達は何が起こったか整理することができた。この移動を行う中で、リチャーズ大佐が戦死し、マニング・フォース大佐の絶望的な援軍要請も途切れた。南軍は北軍が撤退しているものと認識し、北軍の前線は後退を強いられているものと想定した。南軍は活力を得て前進したが、塀の陰に隠れていた北軍からの一斉射撃でバラバラにされるだけだった。南軍の状況を悪くしたのは、後方で戦闘が起こっているのを聞いた第31イリノイ連隊が北軍の右側面にあったその陣地から回れ右をしただけで、数ヤード進めば第3テネシー連隊を縦射できる位置に行けたことだった。
南軍の最左翼では2個連隊が完璧に音を抑えて忍び寄っており、北軍の後方になだれ込んでその罠を完結させようとしていた。先導連隊の散兵が数発の狙いの悪い銃撃で前哨騎兵を追い払った。北軍後方ではローガン将軍が恐慌に近くなっていたに違いない。その右手を守る騎兵は森から緊急発進しており、最右翼の歩兵連隊はどこに行ったか分からず、その左にいた連隊が森から現れた時には三々五々の秩序の無い状態で空しく再結集を試みていた。通常は戦場でも冷静なローガンも戦列の背後に馬で回り、隙間ができたと見られる所を埋める部隊を鷹のように探した。第8イリノイ連隊と第81イリノイ連隊を戦列から引き出し、第8連隊には第23インディアナ連隊が再集合している左手に送り、第81連隊は第23インディアナ連隊がいたはずの右手に送り、続いて残っていた予備の2個連隊をその前哨騎兵を追い散らした部隊の探索に向かわせた。
南軍の側面攻撃部隊指揮官はその散兵より前に出て森から現れ、その心は沈んだ。右手には青い線（北軍の制服の色）が見る限り広がっており、左手にはローガンの予備2個連隊がその側面を通過する音が聞こえた。グレッグ将軍は重大な計算違いをしていた。彼が戦場から壊走させるように命じられた北軍歩兵旅団はいつの間にか北軍の1個師団に変わっていた。南軍は急速に後退し、しばらくは度肝を抜かれていたので命令を待つ隊形を取ること以外何もできなかった。
この時点でマクファーソンはグラントに伝言を送り、自軍は約1,000名の南軍と2時間交戦しており、いまや優勢になろうとしていると伝えた。これは信じられないくらい正確な伝言だった。それまで南軍は第7テキサス連隊と第3テネシー歩兵連隊が交戦しただけであり、その兵力は1,000名を少し切るだけだった。大変奇妙なことに、南軍は北軍を陥れようとしていた同じ罠に自軍が捉われたことがこの時分かった。南軍はほとんど通過不能なクリークを横切って列を乱して誘き出されており、今となってみればそのクリークに追い落とされて皆殺しにあう危険性に直面していた。第3テネシー歩兵連隊に浴びせられた縦射がその付けの始まりであり、南軍の左側面は崩壊していた。第7テキサス連隊のハイラム・クランベリー大佐は撤退を命じることにし、続いて思い直して、その右大隊に命令を撤回する伝言を持たせて伝令を走らせた。折悪しく敵の銃弾がその伝令を殺し伝言を届けられなかったので、第7テキサス連隊の5個中隊は貴重な数分間北軍の1個師団を向こうに回して守ることになった。このことで数百の南軍兵は無事にクリークを渡って引き返すことができた。まだ疲れていない第8イリノイ歩兵連隊の最後の一押しで遂に第7テキサス連隊は崩壊した。以前に戦闘で破られたことが無いと豪語していた誇り高き古参兵の連隊はこの時兵力を減じ、数百の北軍兵に追撃されてバラバラに命からがら逃げ出した。

## 南軍生存のための戦い
第10テネシー歩兵連隊のランドール・マクガボック大佐は第10および第30合同テネシー歩兵連隊の指揮官だったが、北軍の側面を衝くはずだった部隊の指揮を執っており、グレッグ将軍を見つけるための伝令を送った。この伝令が戻ってきてグレッグ将軍からの命令は持っていなかったが、南軍の中央が壊走させられたという報せをもたらした。マクガボックは恐怖に捉われ、南軍左側面の他の連隊に命令を発するために息つく暇も無くその連隊には中央へ向かうよう命令した。マクガボックはその日の朝占めていた陣地に戻るために右翼の部隊が掛かった時間の倍を使って行軍し、森の中から出てきた時に南軍の散開した部隊が青い波に追われるまさにその時を目撃した。部下の兵が全て森から出てくる前に青い集団の中に平原を横切って突撃を命じた。マクガボックにとって不運なことに、彼が突撃を命じた平原はこのとき、クリークに沿った森の外れに隠れていた第31イリノイ連隊から縦射される位置にあった。マクガボックは芝居がかった身振りでそのケープを後に払い、その赤い裏地を曝して、攻撃を率いながら部下を鼓舞した。イリノイ兵は、テネシー兵が平原を横切ってその正面に突撃して、うまく追撃してきた北軍兵をクリークの遮蔽物の中に戻らせることができたときに、「あたかも縦列であるかのように発砲した」。この南軍の成功は高くつき、第10および第30テネシー連隊はこの行動で記録された損失88名の大多数がその連隊から出た。この数字にはマクガボック自身も含まれており、その赤いケープが格好の目標になった。この戦闘に参加するために到着していた7個中隊はこのとき後退して、次々と弾を込めては発砲し、丘の上が安全になるまで続けた。ここでターナー中佐が下の平原を掃討できるように部隊を配置し、兵士達は丘の頂上に沿って走っている浅い谷間に身を隠して北軍に向かって発砲を始めた。北軍の波を止めることに貢献したのはグレッグの予備隊である第41テネシーが到着したことであり、丘の頂上は他の部隊の残りが再集合する場所となり、中でも第7テキサス歩兵連隊の右大隊が戻ってきたことが大きかった。
この時点で、戦闘は狙撃争いに変わっており、北軍の指揮官達はその兵士達を難しい藪の中で再編成を試みながら、丘の頂上からの銃撃に耐えていた。一方、グレッグは壊走させられた部隊が撤退の用意ができるまで十分な時間を与えるために緊急対応していた。第1テネシー歩兵連隊大隊は午後の時間をあちこち陽動攻撃を掛け、そのために大きな損失を蒙った。第50テネシー連隊はマクガボックからの命令を待っていることに飽きてきて、右側面の北軍の動きを調べるために戦場を左から右に横切り、一方第41テネシー連隊は戦場を右から左に横切って第50テネシー連隊をすれ違い、左側面に対する脅威を調べた。
最終的にマクファーソンはその右側面を南軍の丘頂上より向こうに伸ばし始めた。グレッグはその陣地が変わり、壊走させられた部隊も十分に再編成できたので、レイモンドを通ってジャクソンまでの撤退を命じた。ここで北軍の砲兵隊がやっと標的を見つけ、南軍の隊列に砲撃を始めたが、グレッグはその疲れきった部隊が撤退できるように敵軍の遅延作戦を続けた。グレッグの隊を乱した部隊がレイモンドの塀を越え庭を抜けて急行すると、そこで第3ケンタッキ騎乗歩兵連隊と出会った。この部隊は南軍のあらゆる地域からレイモンドに向かっていた援軍の先導部隊だった。援軍は到着したが、何かをするには遅すぎ、騎兵がグレッグ将軍のやつれた部隊の後衛を守るだけが精一杯だった。

## 戦闘後
レイモンドでの北軍の損失は戦死68名、負傷341名、不明37名だった。南軍の損失はほぼ倍であり、戦死100名、負傷305名、捕虜415名となった。グラント軍を撃退するためにジェファーソン・デイヴィス大統領がミシシッピ州知事にあてた必死の要請に応えた地元の志願兵や民兵の数字を示すものは 、グレッグ将軍が報告した数字合計500名よりも、北軍がレイモンドで埋葬しあるいは捕獲した南軍兵の数字の方が多いという事実である。南軍戦死者の多くはレイモンドの町民によって南軍の墓地に埋葬された。
グラントの作戦はペンバートンの部隊を分割させるように仕向け、南軍を個別撃破していくことだった。ペンバートンの左翼が、南部から援軍が到着しているジャクソンの鉄道中心地に撤退したという知らせにより、グラントはその攻撃作戦を変えた。当初はマクファーソンの2個師団を派遣してジャクソンを襲う考えだったが、この時は、全軍でミシシッピの州都ジャクソンを襲うことにした。これが5月14日のジャクソンの戦いとなり、突如として臆病になるジョセフ・ジョンストン将軍には実質的に後衛戦となった。南軍の援軍という脅威を排除したグラントはペンバートン軍に向き直り、5月16日のチャンピオンヒルの戦いと17日のビッグブラック川橋の戦いでこれを破った。ペンバートンはその軍隊が粉砕され、ビックスバーグ要塞に引き返した後に、北軍の襲撃を2回撥ね返したが、最終的には避けられない結果として7月4日に降伏した。

## 戦跡の保全
レイモンドの戦場跡は1世紀の間ほとんど変化無く残されていたが、ミシシッピ・ハイウェイ18号線に沿った商業開発と住宅開発が進み、2005年に南北戦争保存信託が危険に曝されている戦場跡10傑のリストに入れた。
1998年、牧草地をハイウェイに面した帯状のモールに変える計画に反応して、関心を持った市民がレイモンド友愛会を結成し、レイモンド戦場跡を構成する土地の保存に動き出した。この組織は当初、商業開発の中心となる予定だった40エーカー (16 ha)を購入し、その後それに近接していない地域も購入した。戦場跡公園はハイウェイ18号線の北側に建設され、散歩道や幾つかの大砲、が置かれ、案内板の設置が計画されている。しかし、グレッグの第3及び第7テキサス連隊がローガン師団に破られた場所は戦場保存や解説に興味の無い所有者によって危険に曝されたままである。